# باشگاه فوتبال لاتینا
باشگاه فوتبال لاتینا (U.S. Latina Calcio)یک باشگاه ایتالیایی است که در شهر لاتینا قرار دارد و در سری بی مشغول به فعالیت است.